# András Sallay
András Sallay (ur. 15 grudnia 1953 w Budapeszcie) – węgierski łyżwiarz figurowy, wicemistrz olimpijski w parach tanecznych z Lake Placid, trzykrotny medalista mistrzostw świata, czterokrotny medalista mistrzostw Europy, dziewięciokrotny mistrz Węgier.
Jego partnerką w zawodach łyżwiarskich par tanecznych była Krisztina Regőczy.
Dwukrotnie uczestniczył w zimowych igrzyskach olimpijskich. W 1976 roku, na igrzyskach w Innsbrucku, zajął piąte miejsce w konkursie par tanecznych. Cztery lata później, w Lake Placid zdobył srebrny medal. Węgierska para przegrała wówczas złoto olimpijskie z parą radziecką Natalja Liniczuk i Giennadij Karponosow.
W latach 1973–1980 startował w mistrzostwach świata. W pierwszych pięciu występach para Regőczy-Sallay zajmowała kolejno: trzynaste, dwukrotnie szóste i dwukrotnie czwarte miejsca. W kolejnych trzech czempionatach para zdobyła trzy medale – po jednym z każdego koloru. W 1978 roku w Ottawie był to medal brązowy, rok później w Wiedmiu srebrny, a w 1980 roku w Dortmundzie złoty.
W latach 1970–1980 jedenastokrotnie wziął udział w mistrzostwach Europy. Jego pierwsze występy w tych zawodach, począwszy od 1970 roku, zakończyły się kolejno miejscami: trzynastym, czternastym, jedenastym, dziesiątym, siódmym, szóstym i czwartym (w 1976 roku). Kolejne cztery występy w mistrzostwach Europy dały mu cztery medale – dwa srebrne (w 1977 roku w Helsinkach i w 1980 roku w Göteborgu) oraz dwa brązowe (w 1978 roku w Strasburgu i rok później w Zagrzebiu).
Od 1972 do 1980 roku para Regőczy-Sallay była niepokonana w mistrzostwach Węgier, zdobywając łącznie dziewięć tytułów mistrza kraju.